# Scaptia auriflua
Scaptia auriflua es una especie de díptero perteneciente a la familia de los tabánidos que se encuentra en  Australia. A diferencia de otros tábanos esta especie no muerde y no se alimentan de sangre, estrictamente se alimenta de beber néctar.

## Descripción
Los adultos alcanzan los 10 milímetros de longitud e imitan a las abejas con el pelo denso y una coloración dorada. Sus ojos se encuentran en el centro y la coloración del ojo difiere de la luz que recibe.